# Тугаринов, Иван Иванович
Ива́н Ива́нович Туга́ринов (11 мая 1905, с. Озёры, Московская губерния — 10 октября 1966, Амстердам) — советский дипломат. Чрезвычайный и полномочный посол.

## Биография
Родился в семье бухгалтера текстильной фабрики. Русский. В 1924 году окончил школу 2-й ступени. С января 1925 года – политрук школы-семилетки. С сентября 1925 года – ответственный секретарь редакции газеты «Красные Озёры». В декабре 1927 года призван в РККА, служил в 4-м стрелковом полку в Хабаровске. После демобилизации в ноябре 1928 года вернулся на прежнее место работы в газету. С марта 1929 года – электромонтёр прядильной фабрики «Красные Озёры». С января 1930 года работал ответственным секретарём и ответственным редактором в редакциях различных газет в Москве и Московской области. С апреля 1939 по июнь 1945 года – заведующий сектором (с января 1943 года – отделом) районной печати Управления агитации и пропаганды ЦК ВКП(б). С 21 июля 1945 по 14 февраля 1946 года – начальник Бюро информации Советской военной администрации в Германии (СВАГ). В марте 1946 года направлен на учёбу в ВПШ при ЦК ВКП(б).

### В Комитете информации
- С апреля 1948 по 10 марта 1950 года — заместитель начальника 5-го Управления комитета информации (КИ) при СМ СССР.
- С 10 марта 1950 по 12 января 1952 года — главный секретарь КИ при МИД СССР.
- С 12 января 1952 по 13 ноября 1953 года — 1-й заместитель председателя КИ при МИД СССР.
- С 13 ноября 1953 по 19 февраля 1958 года — заместитель председателя КИ при МИД СССР, офицер действующего резерва КГБ при СМ СССР [1].
- С 19 февраля 1958 года – начальник Управления информации МИД СССР.
- С 1960 по 1963 год – заведующий Дальневосточным отделом МИД СССР.
- С 19 февраля 1958 по апрель 1963 года – член Коллегии МИД СССР.
- С 7 мая 1963 года – чрезвычайный и полномочный посол СССР в Нидерландах[2]. Похоронен на Новодевичьем кладбище[3].

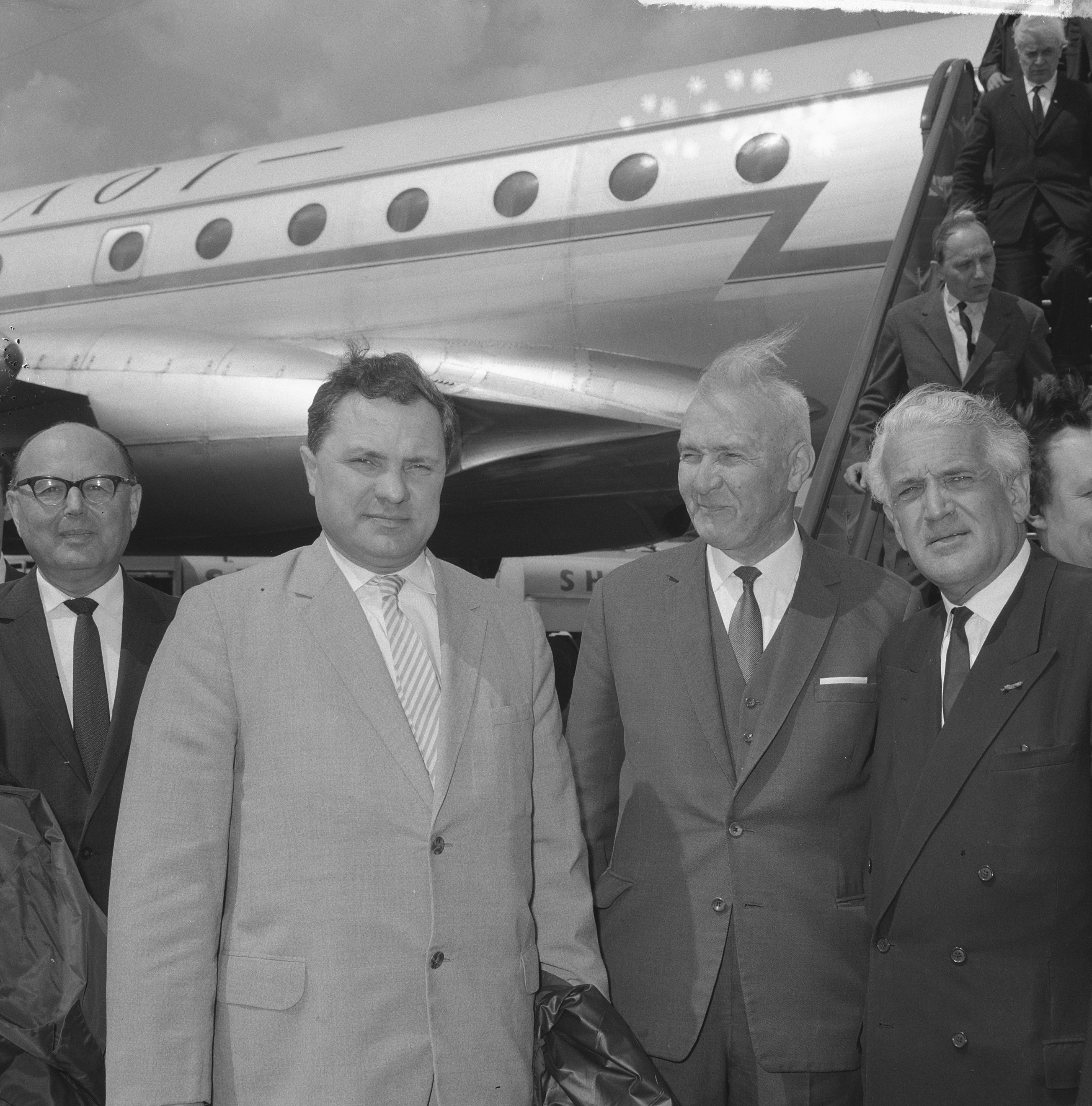
Посол И. И. Тугаринов (второй справа) в аэропорту Схипхол (Нидерланды) встречает первого заместителя министра внешней торговли СССР Н. Д. Комарова (третий справа) 1965 г.